# Praefectus classis
Praefectus classis was de commandant van een Romeinse vloot.
Deze titel werd ten tijde van de Romeinse Republiek regelmatig gegeven aan de commandant van een vloot. Het zou keizer Augustus zijn die twee permanente officieren met deze titel aanstelde, van wie de ene werd gestationeerd te Ravenna aan de Adriatische Zee en de andere te Misenum aan de Tyrreense Zee, waarbij elk van hen het bevel voerde over een vloot (respectievelijk de classis Ravennatis en de classis Misenensis).

## Referentie
- W. Smith, art. praefectus classis, in W. Smith (ed.), A Dictionary of Greek and Roman Antiquities, London, 1875, p. 952.